# Плешівец
Плешівец (словац. Plešivec) — село в окрузі Рожнява Кошицького краю Словаччини, історична область Гемера. Площа села 62,14 км². Станом на 31 грудня 2016 року в селі проживало 2298 жителів.

## Історія
Перші згадки про село датуються 1243 роком.

## Населення
| Рік:            | 1994. | 2004.   | 2014.   | 2024.   |
| --------------- | ----- | ------- | ------- | ------- |
| Кількість осіб: | 2373  | 2417    | 2313    | 2160    |
| Різниця:        |       | +1,85 % | -4,30 % | -6,61 % |

| Рік:            | 2023. | 2024.   |
| --------------- | ----- | ------- |
| Кількість осіб: | 2178  | 2160    |
| Різниця:        |       | -0,82 % |